# Alejandro García Padilla
Alejandro Javier García Padilla (Coamo, Puerto Rico, 3 d'agost de 1971) és un polític i advocat porto-riqueny, Governador de l'Estat Lliure Associat de Puerto Rico des de 2013 fins 2017. Va ser senador per acumulació i president del Partit Popular Democràtic de Puerto Rico (PPD).
Alejandro Javier Garcia Padilla es va presentar com a candidat del PPD a la Governació de Puerto Rico per al període 2013-2017 a les eleccions generals del 6 novembre 2012, resultant guanyador per una mínima diferència de vots respecte al candidat Luis Fortuño, anterior governador.